# Geranium ornithopodon
Geranium ornithopodon är en näveväxtart som beskrevs av Christian Friedrich Frederik Ecklon och Carl Ludwig Philipp Zeyher. Geranium ornithopodon ingår i släktet nävor, och familjen näveväxter. Inga underarter finns listade i Catalogue of Life.